# Martin Sinner
Martin Sinner (ur. 7 lutego 1968 w Koblencji) – niemiecki tenisista.

## Kariera tenisowa
Zawodowym tenisistą był w latach 1988–2000.
W grze pojedynczej wygrał dwa turnieje o randze ATP World Tour, natomiast w deblu jest finalistą jednej imprezy tej rangi.
W rankingu gry pojedynczej najwyżej był na 42. miejscu (15 maja 1995), a w klasyfikacji gry podwójnej na 82. pozycji (22 maja 1989).

### Finały w turniejach ATP World Tour
| Legenda                                      |
| -------------------------------------------- |
| Wielki Szlem                                 |
| Igrzyska olimpijskie                         |
| Tennis Masters Cup / ATP Finals              |
| ATP Masters Series / ATP Tour Masters 1000   |
| ATP International Series Gold / ATP Tour 500 |
| ATP International Series / ATP Tour 250      |

#### Gra pojedyncza (2–0)
| Końcowy wynik | Nr | Data            | Turniej      | Nawierzchnia    | Przeciwnik        | Wynik finału        |
| ------------- | -- | --------------- | ------------ | --------------- | ----------------- | ------------------- |
| Zwycięzca     | 1. | 12 marca 1995   | Kopenhaga    | Dywanowa (hala) | Andriej Olchowski | 6:7(3), 7:6(8), 6:3 |
| Zwycięzca     | 2. | 9 kwietnia 1995 | Johannesburg | Twarda          | Guillaume Raoux   | 6:1, 6:4            |

#### Gra podwójna (0–1)
| Końcowy wynik | Nr | Data            | Turniej      | Nawierzchnia | Partner       | Przeciwnicy                      | Wynik finału  |
| ------------- | -- | --------------- | ------------ | ------------ | ------------- | -------------------------------- | ------------- |
| Finalista     | 1  | 3 kwietnia 1995 | Johannesburg | Twarda       | Joost Winnink | Rodolphe Gilbert Guillaume Raoux | 4:6, 6:3, 3:6 |